# Chemistry (EP)
Chemistry es el segundo EP del dúo surcoreano Trouble Maker, el cual está formado Hyuna de 4Minute y Hyunseung de Beast, pertenecientes a Cube Entertainment. Fue lanzado digitalmente el 28 de octubre de 2013, con el sencillo "Now" (Hangul: 내일은 없어; RR: Naeireun Eopseo; lit. "No Tomorrow").

## Promoción y lanzamiento
El 4 de octubre de 2013, Cube Entertainment reveló que Trouble Maker estaría haciendo su comeback . Un representante dijo, "Hemos establecido su comeback como Trouble Maker para el 24 de octubre en el episodio de Mnet's 'M! Countdown'. Ha pasado un tiempo desde que ellos han estado activos como una unidad, ambos ahora están completamente comprometidos en sus prácticas y muy nerviosos".
El 23 de octubre, un video teaser y una foto fueron reveladas, las cuales mostraron un concepto sexy; la fecha de lanzamiento fue anunciada para el 28 de octubre, y el tema principal sería llamado "Now". El 26 de octubre el sitio oficial mostró 12 diferentes fotos teaser. El álbum fue lanzado para descarga digital el 28 de octubre, y en álbum físico el 31 de octubre. Una edición limitada especial (3,000 copias), calificada 19+, fue liberada el 12 de noviembre. Cube Entertainment dijo que esta versión mostraba un "nivel de seducción y sexualidad superior al de Trouble Maker como todos lo conocen ahora".
Trouble Maker empezó promocionando "Now" el 30 de octubre en el MBC Music Show Champion. La canción recibió numerosos premios de primer lugar en varias emisiones de shows musicales, una doble corona en el Mnet's M! Countdown (el 7 y 14 de noviembre) y en KBS Music Bank (8 y 15 de noviembre), en MBC Músic Core (9 de noviembre), en SBS Inkigayo (10 de noviembre) y una triple corona en MBC Music Show Champion  (6, 13 y 20 de noviembre).

## Fondo
El miniálbum consiste en 5 pistas: "Volume Up", el sencillo usado para promocionar llamado "Now", "Player" (en la cual Hyuna participó en la escritura de la letra), "Attention" (la cual también fue presentada junto con "Now" en algunos shows musicales), y una colaboración de Hyuna y Flowsik llamada "I Like".

## Video Musical
El video musical para "Now", lanzado el 24 de octubre, fue dirigido por Lee Gi-baek, quien también dirigió los MV de Beast "Caffeine", "Shadow (Geurimja)" y "I'm Sorry".La coreografía fue hecha por Keone Madrid y Mariel Madrid, quienes han trabajado con Urban Dace Camp en Alemania.[cita requerida]
El video musical tiene un concepto de "Bonnie y Clyde". Jeff Benjamin de Billboard K-Town escribió que el video "se siente como un esfuerzo concentrado en conseguir la atención Occidental". Él también dijo "'Now' muestra los atractivos de los dos ídols de K-Pop en un comportamiento muy "un-idol": fumando cigarrillos, bebiendo cerveza, y hay incluso un implícito grupo de tres con Hyunseung. Es aún, el tipo de tácticas impactantes que los fans del pop Americano han convertido en indiferente. "
El 3 de noviembre, Trouble Maker lanzó una versión sin censura de su video musical, el cual fue dos veces más largo que el original.

## Track listing
| Digital download |                                                                       |                                   |                         |          |  |
| N.º              | Título                                                                | Letras                            | Música                  | Duración |  |
| 1.               | «Volume Up» (볼륨을 높이고; Volume Nopigo)                            | Goodnite, Sleepwell               | Goodnite, Sleepwell     | 3:07     |  |
| 2.               | «Now» (내일은 없어; Naeireun Eopseo)                                  | Shinsadong Tiger, Rado, EXID's LE | Shinsadong Tiger, Rado  | 3:40     |  |
| 3.               | «Player» (놀고 싶은 Girl; Nolgo Sipeun Girl) (Hyunseung feat. Hyuna)) | Hyuna, Jeon Seung-woo             | Jeon Seung-woo          | 3:47     |  |
| 4.               | «Attention (Illy)» (이리 와; Iri Wa)                                  | Peter, Young Sky, Jinoo           | Peter, Young Sky, Jinoo | 3:27     |  |
| 5.               | «I Like» (Hyuna feat. Flowsik)                                        | Jae Chong, Gyeol, Flowsik         | Jae Chong               | 3:32     |  |

## Posicionamiento
El 7 de noviembre de 2013, "Now" debutó en el número 1 en el Gaon Digital Chart. La canción alcanzó la cima de los Billboard K-Pop Hot 100 para el 16 de noviembre de 2013.

### Albums Chart
| Chart              | Posición |
| ------------------ | -------- |
| Gaon weekly chart  | 2        |
| Gaon monthly chart | 4        |

### Singles Chart
| Canción                    | Posición   | Posición      |
| Canción                    | Gaon Chart | K-Pop Hot 100 |
| -------------------------- | ---------- | ------------- |
| "Now"                      | 1          | 1             |
| "Turn Up the Volume"       | 13         | 29            |
| "A Girl Who Wants to Play" | 38         | —             |
| "Attention"                | 20         | 72            |
| "I Like It"                | 30         | 73            |

### Ventas
| Chart               | Ventas |
| ------------------- | ------ |
| Gaon physical sales | 30 934 |

## Historial de lanzamientos
| País          | Fecha                   | Formato             | Etiqueta           |
| ------------- | ----------------------- | ------------------- | ------------------ |
| Corea del Sur | 28 de octubre de 2013   | Descarga digital    | Cube Entertainment |
| Corea del Sur | 31 de octubre de 2013   | CD                  | Cube Entertainment |
| Corea del Sur | 12 de noviembre de 2013 | CD Edición Limitada | Cube Entertainment |

## Personal
- Hyuna – vocalista, rapera
- Hyunseung – vocalista
- Shinsadong Tiger – productor, escritor de letras, arreglista, música
- Rado – productor, escritor de letras, arreglista, música
- LE – escritora de letras